# باشگاه ورزشی سیمبا
باشگاه ورزشی سیمبا یک باشگاه فوتبال حرفه‌ای مستقر در بخش کاریاکو در ناحیه ایلالا در استان دارالسلام در تانزانیا است.
در سال ۱۹۳۶ به عنوان کویین تأسیس شد و نام خود را سپس به ساندرلند و در سال ۱۹۷۱ در نهایت به سیمبا (به معنی «شیر» در زبان سواهیلی) تغییر داد.
سیمبا موفق به کسب ۲۲ عنوان لیگ و پنج جام داخلی شده و چندین بار در لیگ قهرمانان آفریقا شرکت کرده‌است. این باشگاه همچنین در میان باشگاه‌های قدرتمند در شرق و مرکز آفریقا است.
سیمبا بازی‌های خانگی خود را در ورزشگاه بنجامین مکپا در بخش میبورانی در ناحیه تمکه انجام می‌دهد. در سال ۲۰۲۲، سیمبا با ۱٫۹ میلیون فالوور و رشد ۸۹ درصدی نسبت به سال قبل، سریع‌ترین رشد حساب اینستاگرام را در میان باشگاه‌های فوتبال داشت.
این باشگاه توسط فدراسیون بین‌المللی تاریخ و آمار فوتبال (ای‌اف‌اف‌اچ‌اس) در رتبه‌بندی ۱ مه ۲۰۲۲ تا ۳۰ آوریل ۲۰۲۳، در بین ده باشگاه برتر آفریقا قرار گرفت. در سطح جهانی، این باشگاه در رتبه ۱۰۵ در رتبه‌بندی جهانی ای‌اف‌اف‌اچ‌اس قرار گرفت.
این باشگاه با بودجه کلی ۶٫۱ میلیارد شیلینگ (معادل ۵٫۳ میلیون دلار) یکی از ثروتمندترین باشگاه‌ها در شرق آفریقا است.
سیمبا یک رقابت دیرینه با یانگا دارد که با نام دربی کاریاکو شناخته می‌شود.